# Lorscher Codex

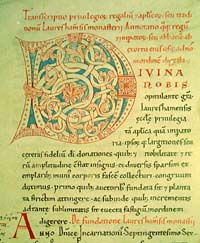
Erste Seite des Lorscher Codex

Der Lorscher Codex (lateinisch Codex Laureshamensis) ist ein ungefähr zwischen den Jahren 1170 und 1195 in der Reichsabtei Lorsch in lateinischer Sprache angelegtes Manuskript. Es enthält eine umfangreiche Klostergeschichte, ein Kopialbuch von über 3800 Urkunden sowie einige Urbare. Der besondere Wert vor allem des Kopialbuches liegt darin, dass die darin enthaltenen Abschriften die einzige erhaltene Überlieferung der vollständig verloren gegangenen Originalurkunden darstellen, die sich einst im Archiv der bedeutenden Reichsabtei befunden hatten.
Heute wird der Codex im Staatsarchiv Würzburg (Bayerisches Staatsarchiv mit dem Regierungsbezirk Unterfranken als Zuständigkeitsbereich) unter der Signatur „Mainzer Bücher verschiedenen Inhalts, Nr. 72“ aufbewahrt.

## Inhalte des Lorscher Codex

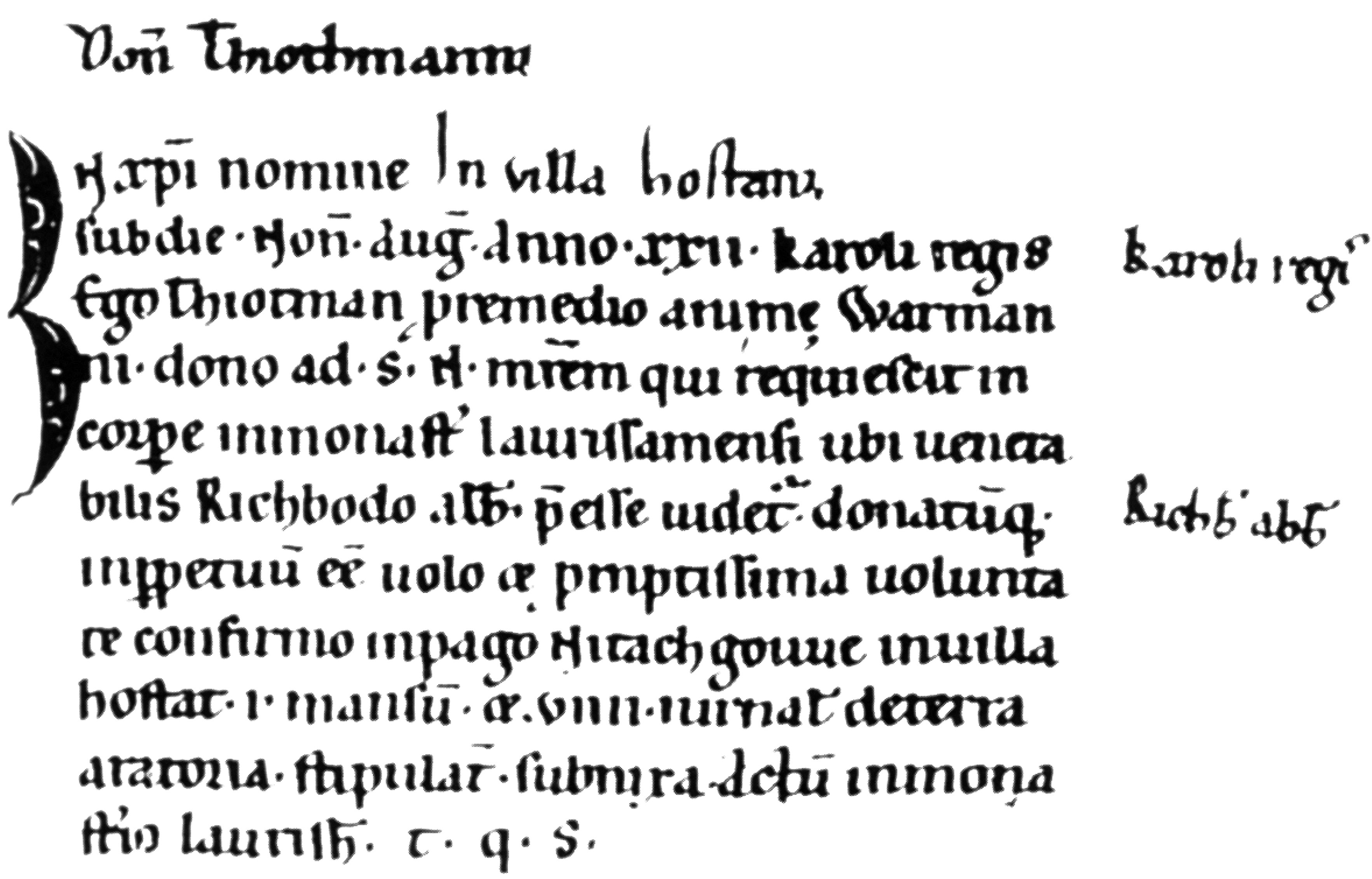
Cod. Laur. III, Nr. 3399: Schenkung vom August 790 im Dorf Hostat (heute Frankfurt-Höchst) an das Kloster Lorsch.

Der Codex wurde erstellt, um die Rechte und Besitztümer des Klosters Lorsch zu dokumentieren und damit der Abtei langfristig zu sichern. Der Codex wurde im 12. Jahrhundert, als die Lorscher Macht bereits zurückging, zusammengestellt. Er besteht aus 3836 urkundlichen Eintragungen (Traditionsnotizen) eines Rechtsvorgangs (zum Beispiel Kauf, Schenkung) mit den dazugehörigen zitierten Urkunden (von Königen, Päpsten und anderen). Diese Urkunden wurden stark verkürzt wiedergegeben. Die ältesten Rechtsgeschäfte sind ab dem Jahr 764 beschrieben und registriert. Weiterhin enthält der Codex zwei Gönnerverzeichnisse und eine Äbtechronik. Diese Äbtechronik dient vor allem als Quelle für die Baugeschichte und die Entwicklung des Kirchenschatzes. Lediglich der Initialbuchstabe der ersten Seite ist illuminiert. Der Text des Codex ist in gotischer Minuskel geschrieben.
Da der Lorscher Codex die Ersterwähnung vieler Gemeinden enthält – über 1000 Orte werden in ihm genannt – wird er von einigen heimatgeschichtlich Interessierten anachronistisch als Grundbuch bezeichnet. Der Lorscher Codex ist die älteste geschriebene Geschichtsquelle für Hunderte von Orten.
Im Codex Laureshamensis verzeichneten die Mönche des Lorscher Klosters neben Kauf- und Tauschverträgen die dem Kloster gemachten Schenkungen von Dörfern, Gehöften, Ländereien und allerlei sonstigen schätzenswerten Dingen nach den ihnen vorliegenden Originalurkunden. In diesem Buch werden zuerst die Schenkungen von Kaisern und Fürsten genannt und dann die aus dem Volke, letztere geordnet nach Gauen, dem Wormsgau (wo das Kloster etwa 1180 Güter besaß), dem Speyergau, Lobdengau, Rheingau, Maingau, Neckargau, Kraichgau und weiteren. Die unter Kurfürst Karl Theodor in Mannheim gegründete Kurpfälzische Akademie der Wissenschaften gab durch Andreas Lamey in den Jahren 1768–1770 den gesamten Codex erstmals im Druck heraus. Teile waren schon früher erschienen. Der Historiker Karl Glöckner veröffentlichte 1929 bis 1936 eine Neubearbeitung in drei Bänden. Der Kustos am Kloster Lorsch, Karl Josef Minst übersetzte die gesamte Chronik nach der lateinischen Urschrift, sie erschien in sechs Bänden 1966.